# I Испанская Аурианская ала
I Испанская Аурианская ала (лат. Ala I Hispanorum Auriana) — вспомогательное подразделение армии Древнего Рима.
Данное подразделение было набрано в провинции Тарраконская Испания. Название «Аурианская» оно получило, вероятно, по имени своего командира, который происходил из рода Ауриев. В правление Октавиана Августа ала дислоцировалась на рейнской границе. При Тиберии или (что более правдоподобнее) Клавдии она была перебазирована на дунайскую границу. Её лагерь, вероятно, располагался в районе Аквинка. Ала оставалась в придунайских провинциях до 69 года. Затем она участвовала в гражданской войне, произошедшей в 69 году, на стороне Веспасиана. После этого она, по одной версии, осталась в Реции, а по другой, вернулась в Аквинк. Как бы то ни было, но в конце правления династии Флавиев и начале правления Траяна ала уже была в Реции, где она оставалась в течение всего II века. Она базировалась в Вайсенбурге. Очевидно, подразделение принимало участие в Маркоманских войнах. Возможно, оно ещё существовало в III веке.